# 亀岡典子
亀岡 典子（かめおか のりこ、1958年〈昭和33年〉- ）は、日本の演劇評論家。
産経新聞社大阪本社編集局文化部特別客員記者。
2020年より神戸学院大学人文学部非常勤講師。

## 来歴
大阪府生まれ。立教大学日本文学科卒業後、1990年に産経新聞社入社。伝統芸能に縁は薄かったが、大阪文化部で古典芸能を中心とした演劇記事の取材・執筆に多数携わり、パリ・オペラ座で史上初めて行われた歌舞伎公演やアルジェリアの文楽公演などに同行取材。編集委員として紙面に伝統芸能についてのコラムを多数執筆。
産経新聞に限らず、様々な古典芸能（歌舞伎・文楽等）の研究会参加や観劇初心者向け講座のMC・講師、また歌舞伎専門誌『演劇界』（演劇出版社、2022年休刊）での劇評掲載など幅広く活動している。
芸術選奨文部科学大臣賞・新人賞（舞踊部門・演劇部門）の選考委員及び京都市芸術文化特別奨励制度の審査員を務めている。

## 著作
- 『文楽ざんまい』（2005年6月、淡交社、ISBN 4-47-303249-3）
- 坂田藤十郎（著）、亀岡典子（聞き書き）『夢―平成の藤十郎誕生」（2005年12月、淡交社、ISBN 4-47-303278-7）
- 楓大介（写真）、亀岡典子（執筆）『四代目鴈治郎への軌跡』（2014年12月、マリアパブリケーションズ、ISBN 978-4-40-863001-4）

共著
- 梅若六郎玄祥（編）、山崎有一郎・三浦裕子・羽田昶・村上湛（著）、亀岡典子（聞き書き）『梅若六郎家の至芸：評伝と玄祥がたり』（2010年12月発行、淡交社、ISBN 4-47-303678-2）